# Ruine Urstein
Die Ruine Urstein ist eine nahezu abgegangene Spornburg im ehemaligen Herrschaftsgebiet des Klosters St. Gallen, auf dem Gebiet der Gemeinde Herisau (ehemals Bezirk Hinterland) des Kantons Appenzell Ausserrhoden. Der grösste Teil der Bauwerksreste war im Laufe der Jahrhunderte bereits in die zwei den schmalen Felssporn aus Molasse flankierenden Tobel abgerutscht, als die Ruine 1955 ins Inventar der kommunalen Schutzobjekte aufgenommen wurde. 
Von ihr konnten bei Notgrabungen ab Oktober 1971 nur noch Reste der Sandsteinmauern von drei Gebäuden festgestellt werden, darunter zwei Mauerwinkel etwa 220–230 cm starker Mauern. Die Erosion des instabilen Molassesporns hatte seinerzeit jedoch  bereits einen so bedrohlichen Umfang angenommen, der Sporn witterte zunehmend rasch ab, dass mit einem baldigen Verschwinden der Ruine gerechnet werden musste. Die Verwitterung zu einem immer schmaleren und kürzeren Sporn setzt sich seither fort, genauso wie die Verwitterung des Mauerwerks selbst. 2024 sind nur noch vereinzelte Mauerreste zu finden, mit deren Abgang alsbald gerechnet werden muss.

## Lage
Die Reste der Urstein liegen an der Ostgrenze der Gemeinde Herisau, unauffällig auf etwa 690 m. ü. M. auf einem bewaldeten, abschüssigen, schmalen, starker Erosion ausgesetzten Sporn. Dieser wird im Osten durch den steilen Tobel der hier auf etwa 630 m. ü. M. fliessenden Urnäsch flankiert. Nordwestlich befindet sich der ebenfalls steile Tobel des Stösselbaches. Bergseitig im Süden war die Burg durch einen Halsgraben gegen den höherliegenden Bergrücken geschützt. Spuren des Grabens sind 2024 noch deutlich zu erkennen.

## Bedeutung
Die Urstein war die älteste und grösste der drei Burgen (Urstein, Rosenberg, Rosenburg) auf dem Gebiet der heutigen Gemeinde Herisau. Sie umfasste wohl den ganzen damaligen Geländevorsprung ausserhalb des Halsgrabens und mass 1971 noch immer eine Länge von 60 Metern. Urstein war in der Region eine besonders grosse und bedeutende Burganlage.

## Geschichte
Bei der Burg handelt es sich um die ursprünglich bereits im Jahr 1080 im Investiturstreit durch den königstreuen sanktgallischen Abt Ulrich II. von Eppenstein zum Schutz der sanktgallischen Gebiete in Auftrag gegebene Burg Rachinstein (Rachenstein).
Das namengebende Geschlecht derer von Urstein ist nur spärlich bezeugt. Im  zweiten St. Galler Totenbuch (cod. 453) wird  «Bertha de Urstein» erwähnt, neben einem «Rudolfus de Urstein laicus». Diese sind die einzigen bekannt gewordenen Personen des Geschlechts. Sie waren wohl mit denen von Rorschach verwandt, denn 1225 stiftete ein Rudolf von Rorschach seiner Mutter Berta (de Urstein) ein Jahrzeit.
1275, im Jahr ihrer Zerstörung durch Ulrich von Ramschwag (Ramswag) von der etwa 11 Kilometer nördlich gelegenen Burg Ramschwag (heute Ruine Alt-Ramschwag), befand sich die Burg im Besitz eines Rudolf von Rorschach. Ramschwag und Rorschach kämpften um die von zwei Gegenäbten verliehenen Lehen. Im Zusammenhang mit ihrer Zerstörung wird Urstein in Kuchimeisters um 1335 verfassten Chronik einmalig erwähnt.
Das Historische Lexikon der Schweiz (HLS) nennt das Jahr 1266, in welchem die Burg zerstört worden sein soll.

## Archäologische Untersuchungen
Ab 1971 bis 1985 wurde die Ruine archäologisch untersucht. Die Notgrabungen in den Jahren 1971 bis 1978 erbrachten bereits bemerkenswerte Funde. Bei der Ausgrabung kamen Geräte des Mesolithikums zum Vorschein. Auch Ernährungsgewohnheiten waren festzustellen; so wurden Knochen von Schwein, Schaf und Ziege sowie selten von Wildbret gefunden. Fotos und Skizzen der Anlage sowie Grabungsfunde sind im Museum Herisau ausgestellt.
Aufgrund der Notgrabungen 1971 war festzustellen, dass bereits der weitaus grösste Teil des Bergfrieds zusammen mit dem Felsuntergrund abgestürzt war. Die übrig gebliebenen Mauern aus roh behauenem Sandstein waren etwa 2,20–2,30 m stark. An sie schloss süd–westlich eine in einer späteren Bauperiode errichtete Mauer aus sorgfältig behauenen grossen Quadern an.
Zur Baugeschichte wurde vermutet, dass auf eine 1. Zerstörung durch Brand sowie Bruch des Mauerwerks eine Wiederherstellung erfolgte, bei der ein Becherkachelofen eingebaut wurde. Hierauf folgte wohl ein erneuter Brand und eine erneute Wiederherstellung mit dem Einbau eines neuen Becherkachelofens. Nach einem weiteren Brand verfielen wohl die Mauern, soweit sie nicht mit dem Felsuntergrund in die beiden Tobel rutschten.

## Abbildungen
Bekannt ist Johann Ulrich Fitzis Federaquarell der «Ruinen vom Schloß Urstein» aus dem Jahr 1818. Das Aquarell findet sich im sogenannten Fahnen- und Wappenbuch des Johann Caspar Zellweger in der Kantonsbibliothek Trogen AR.